# 哈欽斯 (堪薩斯州)
哈欽斯（英語：Hutchins）是位於美國堪薩斯州斯科特縣的一個非建制地區。

## 地理
哈欽斯所處的海拔為高於海平面898米（即2946英呎），而該地所採用的時區為UTC-6，即北美中部時區（CST）。同時該地設有夏令時間，為UTC-6調快一小時，即UTC-5（CDT）。